# Jeff Gove
Jeff Gove (nascido em 28 de maio de 1971) é um jogador norte-americano de golfe profissional que atualmente joga nos torneios do PGA Tour e do Web.com Tour.
Gove nasceu em Seattle, no estado de Washington. Jogou golfe universitário pela Universidade Pepperdine. Profissionalizou-se em 1994 e passou a competir em torneios do PGA Tour em 2000, 2002, 2006–08, 2010 e 2013, e do Web.com Tour (Circuito Web.com) em 1995–99, 2001, 2003–05, 2009, 2010–12 e 2014. Já venceu três vezes no Web.com Tour. Em 2007, Gove garantiu a última vaga nos playoffs da Copa FedEx, ao terminar em 144.ª na classificação de pontos.
Em 2009, Gove finaliza a temporada na 17.ª posição na lista oficial do Nationwide Tour de premiação em dinheiro e obteve a adesão do PGA Tour para a temporada de 2010.

## Vitórias profissionais (6)

### Vitórias no Nationwide Tour (3)
- 1995 Nike Tri-Cities Open
- 1999 Nike Knoxville Open
- 2005 Oregon Classic

### Outas vitórias (3)
- 1995 Washington Open
- 2012 Washington Open
- 2015 TaylorMade Pebble Beach Invitational